# 久保村寛
久保村 寛（くぼむら かん、1943年5月11日 - ）は、日本競輪選手会群馬支部に在籍していた元競輪選手。

## 来歴
群馬県立前橋商業高等学校に在籍時代の1960年、ローマオリンピック日本代表選手として、4000m団体追抜に出場し10位。
1961年、全国高等学校総合体育大会自転車競技大会において、トラックレースの1kmタイムトライアルとポイントレース、及び道路競走中央大会（ロードレース）の個人優勝を果たした。
その後、日本競輪学校第16期生として競輪選手となった。1988年3月14日、選手登録削除。